# مريم بنت عبد الله العطية
مريم بنت عبد الله العطية (1 يوليو 1975 -)؛ حقوقية قطرية، ترأس اللجنة الوطنية لحقوق الإنسان في قطر. حاصلة على درجة بكالوريوس في الآداب والتربية من جامعة قطر في عام 2000.
بدأت بالعمل في اللجنة الوطنية لحقوق الإنسان منذ بدايات التأسيس وقد تدرجت في عده مهام وظيفية حيث انها بدأت كباحثة اجتماعية في اللجنة عام 2004م ثم مديرة وحدة العلاقات والاعلام، ثم مديرة إدارة البرامج والتثقيف، وبعد ست سنوات من الخبرة والانجازات في تفعيل برامج اللجنة لنشر وثتقيف المجتمع بحقوق الإنسان ورفع الوعي بين افراد المجتمع تم تعيينها اميناً عاماً للجنة الوطنية لحقوق الإنسان في 7 أكتوبر 2009م.
ومع استمرار هذه الانجازات والاشراف التنفيذي لسير عمل اللجنة تم اختيارها عضو للجنة الوطنية لحقوق الإنسان منذ عام 2015م.
وفي تاريخ 27 أكتوبر 2021م انتخبت سعادة مريم بنت عبد الله العطية رئيساً للجنة الوطنية لحقوق الإنسان.

## النشأة والتعليم
ولدت مريم بنت عبد الله العطية في 1 يوليو 1975 في قطر. تخرج من جامعة قطر في عام 2000 بدرجة بكالوريوس في الآداب والتربية.

## مناصبها
- رئيس اللجنة الوطنية لحقوق الإنسان بدولة قطر.
- رئيس التحالف العالمي للمؤسسات الوطنية لحقوق الإنسان (GANHRI)[4]
- عضو اللجنة الوطنية لحقوق الإنسان بدولة قطر.[2]
- رئيس الشبكة العربية للمؤسسات الوطنية لحقوق الإنسان.
- عضو اللجنة التنفيذية للشبكة العربية للمؤسسات الوطنية لحقوق الإنسان.[5]

### مناصب سابقة
- مديرة وحدة الإعلام باللجنة الوطنية لحقوق الإنسان بدولة قطر
- مديرة إدارة البرامج والتثقيف باللجنة الوطنية لحقوق الإنسان بدولة قطر
- الأمين العام للجنة الوطنية لحقوق الإنسان بدولة قطر منذ عام 2009
- عضو اللجنة الوطنية لحقوق الإنسان بدولة قطر منذ عام 2015

## جوائز وتكريمات
فازت في 2013 بجائزة «معهد الشرق الأوسط للتميز» في دورته الثانية عشرة، عن أفضل شخصية نسائية في «تحقيق الإنجازات».

## عضويات
- عضو اللجنة الوطنية لحقوق الإنسان منذ عام 2015.

## مذكرات التفاهم والتعاون
- توقيع مذكرة تفاهم مع قناة الجزيرة في 24 مارس 2015م.
- مذكرة تعاون مع مركز التكنولوجيا المساعدة (مدى) في 31 مايو 2015م.
- مذكرة تفاهم مع الاسياء بسيفك في 9 ديسمبر 2015م.
- مذكرة تفاهم مع وزارة التنمية الادارية والعمل والشؤون الاجتماعية 8 يوليو 2019م.
- توقيع مذكرة تفاهم مع المفوضية القومية لحقوق الإنسان في 7 أكتوبر 2019م بالسودان.
- توقيع العديد من الاتفاقيات ومذكرات التفاهم منها مع وزارة التعليم والتعليم العالي 18 أكتوبر 2019م.
- توقيع مذكرة تفاهم مع مكتب منظمة الهجرة العالمية بدولة قطر في 10 يوليو 2021.
- توقيع اتفاقية تعاون مع مطار حمد الدولي

## المؤتمرات والمنتديات
- منتدى المستقبل السابع 11-13 يناير 2011م.
- المؤتمر الدولي (نحو الغاد عقوبة الإعدام والعقوبات البلدية التي تحترم المعاير الدولية لحقوق الإنسان) خلال الفترة من 19/9/2011م إلى 20/9/2011م.
- المؤتمر الثامن للمؤسسات الوطنية لحقوق الإنسان حول ثقافة حقوق الإنسان في ظل المستجدات الراهنة 15-16 مايو 2012م.
- مؤتمر حول تعزيز قدرات المؤسسات الوطنية لحماية حقوق الإنسان في المنطقة العربية 15-16 يناير 2013م.
- المؤتمر العربي حول تطوير منظومة حقوق الإنسان في جامعة الدول العربية 11 يونيو 2013م.
- مؤتمر الدولي: دور المفوضية السامية لحقوق الإنسان في تعزيز وحماية حقوق الإنسان في المنطقة العربية 13-14 يناير 2016م.
- مشاركة والقاء بيان بجنيف (9 مارس 2016م) للجنة التنسيق الدولية سابقاً والتحالف العالمي للمؤسسات الوطنية لحقوق الإنسان حالياُ امام الدورة 31 لمجلس الامم المتحدة والحقوق الإنسان بجنيف.
- مؤتمر حرية التعبير نحو مواجهة المخاطر 24-25 يناير 2017م من اعداد اللجنة الوطنية لحقوق الإنسان.
- منتدى مكافحة الاتجار بالبشر في مجال الطيران في 18 أكتوبر 2018م.
- مؤتمر الحوار العربي الايبيري الأمريكي الثالث لحقوق الإنسان حول مناهضة خطاب الكراهية والتطرف 14-15 أبريل 2019.
- مؤتمر وسائل التواصل الاجتماعي التحديات وسبل دعم الحريات وحماية النشطاء 16 فبراير 2020م.